# Гуннинген
Гуннинген (нем. Gunningen) — община в Германии, в земле Баден-Вюртемберг. 
Подчиняется административному округу Фрайбург. Входит в состав района Тутлинген.  Население составляет 710 человек (на 31 декабря 2010 года). Занимает площадь 5,44 км².